# Copris gazellarum
Copris gazellarum là một loài bọ cánh cứng trong họ Bọ hung (Scarabaeidae).